# Giancarlo Mazzanti
Giancarlo Mazzanti (Barranquilla, 9 de agosto de 1963) es un arquitecto colombiano de ascendencia italiana, conocido por obras como la Biblioteca España y el Parque Biblioteca León de Greiff, ambos en la ciudad de Medellín.

## Biografía
Mazzanti nació en 1963, en Barranquilla, Colombia. Estudió arquitectura en la Universidad Javeriana de Bogotá, de donde se graduó en 1987. Realizó un posgrado en Historia y Teoría de la Arquitectura y Diseño Industrial de la Universidad de Florencia.
Giancarlo Mazzanti es el fundador de El Equipo Mazzanti en donde trabaja actualmente como arquitecto diseñador. Los valores sociales están en el centro de la arquitectura de El Equipo Mazzanti, busca proyectos que empoderen transformaciones y construyan comunidades, ha dedicado su vida profesional a mejorar la calidad del diseño del entorno y al concepto de igualdad social, su obra es un reflejo de los cambios sociales significativos que ocurren en América Latina en la actualidad. Su trabajo ha ayudado a demostrar que la buena arquitectura puede conducir a nuevas identidades para las ciudades y sus habitantes, trascendiendo la reputación de la delincuencia y la pobreza.
Ha ganado 15 premios nacionales e internacionales, ha dictado clases en Harvard, Columbia y Princeton y es el primer arquitecto colombiano en exponer sus obras en la colección permanente del Museo de Arte Moderno de Nueva York (MoMa) y en el PopidouEn 2006 obtuvo el primer premio en la categoría de Diseño Urbano y Paisaje en la X Bienal de Arquitectura Venecia,[cita requerida] y en 2008 le fue otorgado el galardón a la mejor obra de Arquitectura y Urbanismo en la VI Bienal Iberoamericana de Arquitectura y Urbanismo.[cita requerida]

## Obra

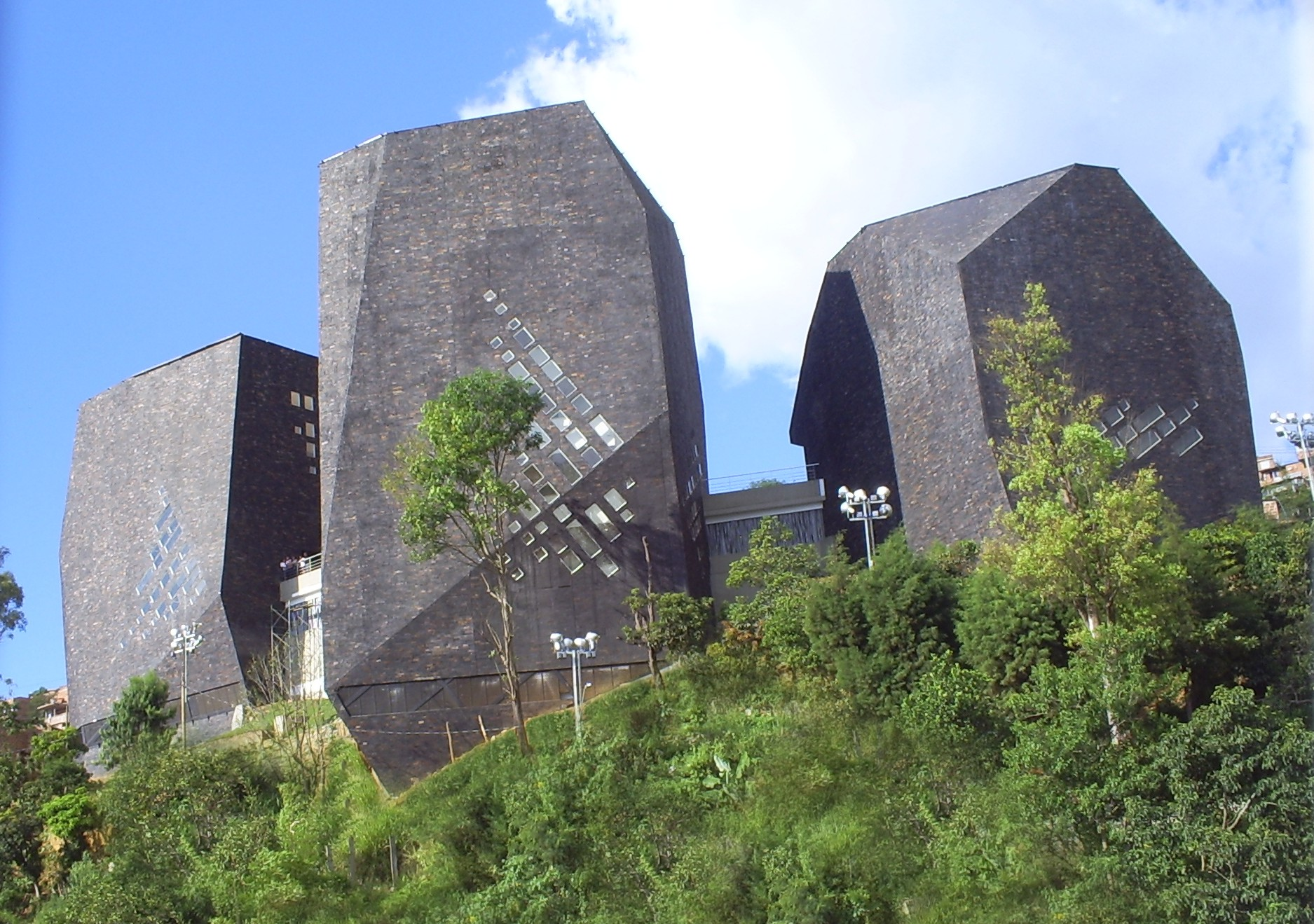
Biblioteca España en Medellín.

Sus obras arquitectónicas incluyen centros de congresos, bibliotecas, colegios, parques, pasarelas peatonales y viviendas unifamiliares y colectivas. Sus trabajos en Bogotá incluyen el restaurante Nazca, los edificios residenciales Habitar 72 + Habitar 74 y algunas guarderías y colegios públicos.
En Medellín ha diseñado la Biblioteca España en el barrio popular Santo Domingo Savio que ganó la Bienal Iberoamericana de arquitectura y que hace parte de la colección del MOMA, cerrada por problemas estructurales y deficiencias en su construcción. En la misma ciudad diseñó Parque Biblioteca León de Greiff, los coliseos para los Juegos Suramericanos y actualmente construye el nuevo velódromo de la ciudad. También diseñó el Centro educacional de distrito en Lituania.[cita requerida]

### Expansión Hospital Universitario Fundación Santa Fe de Bogotá
El edificio fue concebido como una expansión del hospital existente cuyos valores están orientados al paciente y que tiene una fuerte imagen icónica por mantenerse en la ciudad como una institución que busca el bienestar de Colombia. El ladrillo ha caracterizado al hospital desde sus inicios; la idea fue la de representar todas estas ideas en un solo edificio que describe los valores del hospital como un todo. El diseño del hospital está pensado para acelerar los procesos de sanación, luz, vistas y ayudar naturalmente en la recuperación tras una cirugía o una larga estadía en la UCI.

### Parque Bicentenario
El parque Bicentenario se encuentra localizado entre la Carrera 7° y la Carrera 5°, sobre la Calle 26 en Bogotá, Colombia. Esta es una obra asociada a los diferentes proyectos llevados a cabo con la intención de reconstruir lugares emblemáticos e importantes en el centro de la ciudad, integrando de nuevo sectores que con el paso de los años han sufrido procesos de deterioro debido al aislamiento fruto de las obras viales llevadas a cabo a lo largo del siglo XX. El parque consiste en la construcción de una gran plataforma que cubre la calle 26 y que integra de nuevo la zona del MAMBO y la Biblioteca Nacional con el Parque de la Independencia, involucrando el desarrollo de actividades recreativas y culturales dentro de un sistema de franjas, las cuales se componen por diferentes espacios, que se comunican a través de una red de circulaciones peatonales y senderos que van cambiando para convertirse en espacios de permanencia y contemplación. 

### Coliseos para los Juegos Suramericanos del 2010 en Medellín
Los coliseos fueron desarrollados para los juegos suramericanos que se llevaron a cabo en marzo del 2010 en la ciudad de Medellín y contaron con la participación de 15 países. Gracias a la selección de la ciudad como sede de los juegos, la Alcaldía de Medellín promovió un concurso arquitectónico público para el diseño de los coliseos, que incluía tres coliseos nuevos: combate, voleibol y gimnasia; y la adecuación de un coliseo existente de baloncesto. El complejo deportivo es hoy en día eje central del desarrollo urbano y la regeneración del sector donde se concentra la actividad deportiva de Medellín, convirtiéndose en ícono de la ciudad entera y haciéndose visible desde cualquier parte de ella.
Diseñados por Giancarlo Mazzanti y Felipe Mesa, los cuatro estadios de baloncesto, voleibol, combate y gimnasia para los IX Juegos Deportivos Suramericanos, fueron los ganadores del primer premio del pasado Concurso Internacional de Arquitectura, Urbanismo y Paisajismo, promovido por la Alcaldía de Medellín y la Sociedad Colombiana de Arquitectos de Antioquia.

### 21 Preescolares del Atlántico
La propuesta plantea el diseño de los Centros de Desarrollo Infantil para el departamento del Atlántico, buscando cubrir las necesidades educativas y potencializando el cambio social y la regeneración urbana, fomentando condiciones que mejoren la calidad de vida tanto de la primera infancia como de la comunidad de vecinos en donde se implante. Más que una arquitectura acabada y cerrada, esta propuesta plantea el desarrollo de sistemas abiertos y adaptativos compuestos por módulos y patrones de asociación; capaces de adaptarse a las más diversas situaciones ya sean topográficas, urbanas o programáticas. Se producen así edificios dispuestos a crecer, cambiar y adaptarse según circunstancias particulares, presentando así una estrategia que admite cambios, accidentes e intercambiabilidades.
Se propone un prototipo arquitectónico que cumple con todos los requerimientos educativos necesarios y que será implementado en la totalidad de los lotes, con las variaciones pertinentes respondiendo a las necesidades particulares del lugar. Al ser este un proyecto diseñado bajo un sistema modular, los espacios cerrados se presentan como módulos independientes y autosuficientes, que comparten también un rápido y sencillo proceso de construcción.

### Colegio Pies Descalzos Cartagena
El mega-colegio Pies Descalzos proyectado para la fundación Pies Descalzos, ubicado en la loma del Peye en la ciudad de Cartagena, Colombia, es un proyecto arquitectónico y urbanístico con un gran impacto social consolidado como el motor de cambio para los habitantes de la zona y la ciudad. Este proyecto optimiza las condiciones de vida de las personas, generando alternativas de desarrollo personal y comunitario, e inicia la transformación de su entorno mientras se convierte en un hito urbano y símbolo de la ciudad que genera apropiación y orgullo en sus habitantes.
El diseño arquitectónico de este proyecto es planteado como la secuencia e interrelación de tres hexágonos, cada uno definido por un perímetro de dos niveles y un patio central de actividades. En ellos es tan importante el perímetro construido, como el espacio vacío interior y la relación con los demás anillos. La imagen proyectada es la de una arquitectura de apropiación, liviana y tranquila.

### Parque Biblioteca León de Greiff
El Parque Biblioteca León de Greiff fue construido junto con otros colaboradores en el barrio La Ladera en Medellín. Fue inaugurado el 17 de febrero de 2007 por el Acuerdo n.º 281 de 2006 para responder a unas necesidades de renovación urbana que entrelaza comunas y barrios que se encontraban desarticulados. Lleva el nombre del escritor antioqueño León de Greiff.
El modelo posibilita el uso de sus instalaciones comunales como teatrinos al aire libre, miradores, plazoletas, canchas deportivas al localizarlos en la cubierta y los bordes planos dejados como vacíos en el lote, permitiendo usos externos. El lugar se presenta como un mirador verde y territorio de conexiones entre la parte baja y las zonas altas del barrio. Su programa se compone de un centro comunitario, una biblioteca, un centro cultural y un conector curvo.

### Discusión
Mazzanti diseñó la plataforma con la que se busca comunicar el parque de la Independencia con la Biblioteca Nacional y el Museo de Arte Moderno de Bogotá El proyecto original era de Rogelio Salmona, el arquitecto de las contiguas Torres del Parque. La intervención causó un fuerte rechazo por parte de la comunidad, suscitando asimismo artículos críticos de escritores y periodistas bogotanos.
 A 2013 el proyecto se encuentra detenido por un fallo del Consejo de Estado, el cual acogió una acción popular en defensa del patrimonio y ordenó suspender la construcción dejando parte de la estructura a medio construir. En septiembre de 2013 el Ministerio de Cultura le notificó a la Alcaldía que el proyecto no afecta el patrimonio del parque.
El parque Bicentenario se finalizó sin problemas y en hoy en día es concurrido por los ciudadanos de la ciudad.
El arquitecto recibió críticas por su obra Parque Biblioteca España (Medellín) la cual presentó deficiencias estructurales desde su apertura y problemas de filtraciones; a los que se sumaron, en 2013, la caída de pedazos su fachada de losas de piedra negra, su mayor atractivo estético. La biblioteca fue cerrada.

### Otras obras

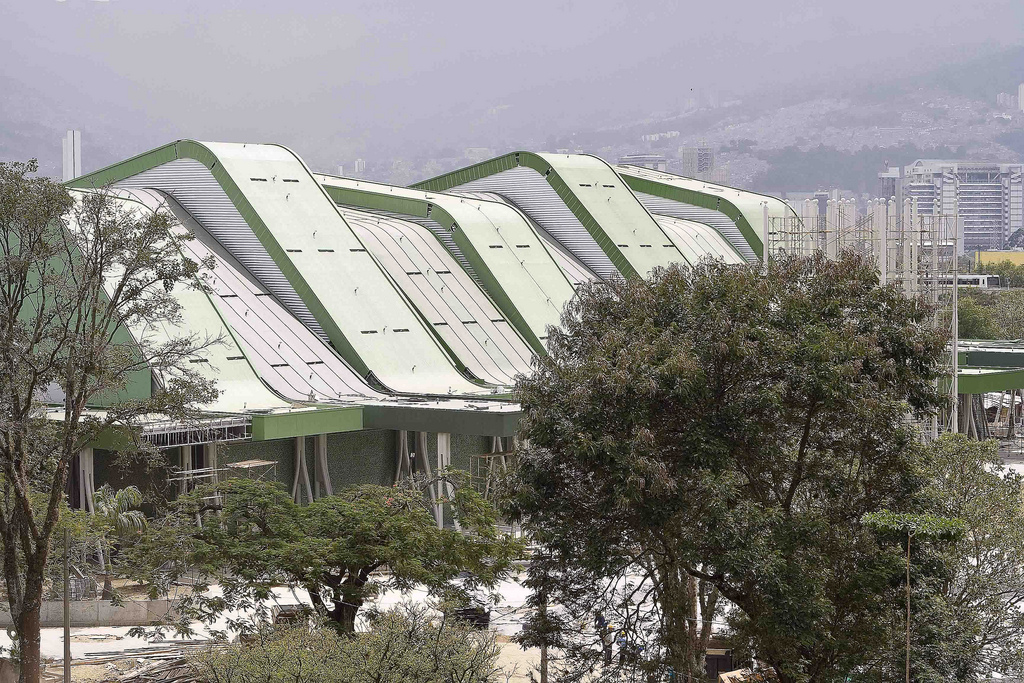
Escenario deportivo para los Juegos Sudamericanos 2010, Medellín

- Escenario deportivo para los Juegos Sudamericanos 2010, Medellín
- Parque Biblioteca España (Medellín)
- Iglesia Nuestra Señora de la Medalla Milagrosa - Ciudad Salitre, Bogotá
- Jardín Infantil El Porvenir, Bogotá
- Intercambiador Mesón de los Bucaros, Bucaramanga
- Colegio Flor de Campo, Cartagena
- Colegio Invemar, Santa Ana
- Centro de Convenciones Puerta de Oro, Barranquilla
- Spa Chairama, Bogotá
- Jardín Infantil Timayui, Santa Marta
- MegaBiblioteca Distrital, Santa Marta
- Parque Cultural del Caribe, Barranquilla
- Plataforma sobre la avenida 26 para prolongar el parque de la Independencia (inconcluso).[11]
- Torres Atrio, proyecto que se construye en el Centro Internacional de Bogotá en Colombia.
- Centro Internacional de Convenciones, Medellín, 2005. junto a Daniel Bonilla
- Remodelación Estadio Romelio Martínez , Barranquilla .

### Premios y distinciones
- Escogido como Miembro Honorario de la AIA - American Institute of Architects.
- Primer colombiano en ser parte de la colección permanente del MOMA en Nueva York.
- Trabajos seleccionados dentro de la colección permanente del Centro Pompidou en París.
- Primer colombiano en ser parte de la exposición permanente del Carnegie Museum of Art en Pittsburg.
- Primer colombiano en ganar la Bienal Iberoamericana de arquitectura (mejor proyecto arquitectónico) Lisboa, Portugal, 2008.
- Mención International Prize for sustainable architecture Fassa Bortolo Eighth Edition, Italia, 2011.
- Ganador del American Architecture Prize, por la Ampliación Fundación Santa Fe de Bogotá en la categoría Salud, 2017.
- Ganador del Premio Global Award for Sustainable Achitecture, París, Francia (junto con Steve Baer, Junya Ishigami, Snohetta, Troppo Arch), 2010.
- Ganador del American Architeture Prize por el Parque Educativo Marinilla, 2016.
- Ganador del premio internacional Archdaily’s Building of the Year 2018, para la Fundación Santa Fe.
- Seleccionado dentro del top 10 de Ccompañías más innovadoras en arquitectura según la revista Fast Company, 2013. (Junto a Foster and Partners (Reino Unido) y BIG - Bjarkle Ingels Group (Dinamarca)).
- Invitación a exponer en The Solomon Guggenheim Museum, Contemplando el vacío, 2010.
- Ganador Bienal Panamericana de Arquitectura (mejor proyecto arquitectónico) Quito, Ecuador, 2008.
- Ganador Bienal Colombiana de Arquitectura (Espacio público) 2006.
- Ganador Premio Lápiz de acero Azul (mejor proyecto arquitectónico) 2008.
- Ganador Premio Lápiz de acero (mejor proyecto arquitectónico) 2008.
- Mención de Honor Bienal Colombiana de Arquitectura 2008.
- Mención de Honor Bienal Colombiana de Arquitectura 2010.
- Finalista Bienal Iberoamericana de arquitectura 2010. Medellín Colombia, 2010.
- Nominado Premio Lápiz de acero 2000 (a la excelencia)